# Walther Küenzlen
Walther Küenzlen (* 23. November 1913 in Besigheim; † 5. März 1999 in Waiblingen) war ein württembergischer evangelischer Pfarrer und Autor.

## Leben und Wirken
Walther Küenzlen studierte Evangelische Theologie an der Universität Erlangen und der Eberhard Karls Universität Tübingen. Als Pfarrer in Neuhengstett trat er 1941 in den Dienst der Evangelischen Landeskirche in Württemberg. 1947 wechselte er auf die Pfarrstelle in Neckarwestheim und 1951 auf die Pfarrstelle I in Besigheim. Von 1959 bis 1964 war er an der Evangelischen Akademie Bad Boll tätig. Im Jahre 1964 wurde er zum Dekan des Kirchenbezirks Waiblingen ernannt. Dieses Amt hatte er bis zum Eintritt in den Ruhestand 1978 inne.
Küenzlen war ein gefragter Vortragsredner und betätigte sich auch als Schriftsteller und Erzähler. In seinen Büchern berichtete er in meist humorvoller Weise über Ereignisse und Episoden aus dem Alltag eines württembergischen Pfarrers.

## Veröffentlichungen
- Die Bedeutung des Missionsbefehls für die Seelsorge. In: Eberhard Müller (Hrsg.): Seelsorge in der modernen Gesellschaft. Erfahrungen und Perspektiven (= Soziale Wirklichkeit, Bd. 7). Furche-Verlag, Hamburg 1961, S. 123–138.
- Jakob Andreä (1528–1590), sein Leben und Werk. Zum 450. Geburtstag des Waiblinger Bürgersohns. In: Waiblingen in Vergangenheit und Gegenwart, Bd. 7 (1980), S. 109–129.
- Leben und Ereignisse des Bürgers und Bäckermeisters Georg Philipp Weiss. Nach eigenen hinterlassenen Papieren für die Nachkommen neu geschrieben, zeitlich geordnet, erläutert und ergänzt von Walther Küenzlen. Waiblingen 1983.
- Beinstein und seine Kaiser-Urkunde von 1086. In: Waiblingen in Vergangenheit und Gegenwart, Bd. 9 (1987), S. 95–107.
- Zuweilen Wein, zuweilen Wasser. Heitere und ernste Bilder aus dem Leben eines schwäbischen Pfarrers. 4. Aufl. Quell-Verlag, Stuttgart 1987, ISBN 3-7918-1040-5.
- Lachen und Weinen hat seine Zeit. Bilder aus dem Leben eines schwäbischen Pfarrers. 3. Aufl. Quell-Verlag, Stuttgart 1988, ISBN 3-7918-1060-X.
- Waiblinger Miniaturen. Geschichten aus einer schwäbischen Oberamtsstadt. Verlag Bonn Aktuell, Stuttgart 1988, ISBN 3-87959-368-X.
- Vom Umgang mit schwarzen Schafen. Erlesenes aus alten Kirchenbüchern. 2. Aufl. Quell-Verlag, Stuttgart 1990, ISBN 3-7918-2222-5.
- Lieber Hering als Torte. Vier erstaunliche Lebensläufe. Quell-Verlag, Stuttgart 1990, ISBN 3-7918-1094-4.
- Ein alter Dekan erinnert sich. In: Hermann Mittendorf (Hrsg.): "Gottes gesammelte Stückwerke". Hundert Jahre Evangelischer Pfarrverein in Württemberg. Quell-Verlag, Stuttgart 1991, S. 147–151, ISBN 3-7918-3182-8.
- Schwäbisches Schatzkästlein. Geschichten von damals. Quell-Verlag, Stuttgart 1997, ISBN 3-7918-2240-3.

Außerdem veröffentlichte er kleinere Arbeiten zur Lokalgeschichte, insbesondere über Waiblingen.